# Jann Arden
Jann Arden, all'anagrafe Jann Arden Anne Richards (Calgary, 27 marzo 1962), è una cantautrice e attrice canadese.

## Biografia e carriera musicale
Jann Arden ha studiato alla Springbank Community High School a Springbank. Ha iniziato la sua carriera musicale esibendosi nei locali negli anni ottanta. Nel 1992 ha pubblicato il suo album di debutto, Time for Mercy, da cui è stato estratto il singolo "I Would Die for You". L'album ha ottenuto un discreto successo, ma la sua vera popolarità è arrivata con il secondo album, Living Under June, pubblicato nel 1994. Il primo singolo estratto da questo album, "Insensitive", è stato inserito nella colonna sonora del film Amare è... con Christian Slater e ha riscosso un notevole successo, raggiungendo il dodicesimo posto nella Billboard Hot 100. I lavori successivi della cantautrice includono Happy? (1997) e Blood Red Cherry (2000). Nel 2001 sono stati pubblicati una raccolta dei suoi successi, Greatest Hurts: The Best of Jann Arden, e un album dal vivo, Jann Arden Live with the Vancouver Symphony Orchestra. Nel 2003, Jann Arden ha pubblicato il suo quinto album in studio, Love Is the Only Soldier, seguito nel 2005 dal sesto album di inediti, intitolato semplicemente Jann Arden. Nel 2007 è uscito Uncover Me, un album di cover. Nello stesso anno, Jann Arden ha intrapreso un tour negli Stati Uniti insieme a Michael Bublé. Nel 2019, Jann Arden ha interpretato se stessa nella serie televisiva Jann.

## Premi e riconoscimenti
Nel corso della sua carriera, Jann Arden ha ricevuto un totale di 19 nomination ai Juno Award, vincendone otto. Tra i riconoscimenti più importanti figurano "compositore dell'anno" nel 1995 e nel 2002, e "artista femminile dell'anno" nel 1995 e nel 2001. Nel marzo del 2006, le è stata intitolata una delle stelle della Canada's Walk of Fame.

## Discografia

### Album
- 1993 - Time for Mercy
- 1994 - Living Under June
- 1997 - Happy?
- 2000 - Blood Red Cherry
- 2003 - Love Is the Only Soldier
- 2005 - Jann Arden
- 2007 - Uncover Me
- 2009 - Free
- 2011 - Uncover Me 2
- 2014 - Everything Almost
- 2015 - A Jann Arden Christmas
- 2018 - These Are the Days

#### Raccolte
- 2001 - Greatest Hurts
- 2010 - 20th Century Masters: The Millennium Collection: The Best of Jann Arden
- 2010 - Spotlight

#### Live
- 2002 - Live with the Vancouver Symphony Orchestra

### Singoli
- 1980 - Never Love a Soldier
- 1993 - Will You Remember Me
- 1993 - I Would Die for You
- 1993 - I'm Not Your Lover
- 1993 - The Way Things Are Going
- 1993 - Time for Mercy
- 1994 - Could I Be Your Girl
- 1994 - Insensitive
- 1995 - Wonderdrug
- 1995 - Unloved (feat. Jackson Browne)
- 1995 - Good Mother
- 1996 - Looking for It (Finding Heaven)
- 1996 - Gasoline
- 1997 - The Sound of
- 1998 - Wishing That
- 1998 - I Know You
- 1998 - Ode to a Friend
- 1999 - Hangin' by a Thread
- 1999 - Weeds
- 1999 - To Sir with Love
- 1999 - Stand by Me
- 2000 - Sleepless
- 2000 - Into the Sun
- 2000 - Cherry Popsicle
- 2000 - Waiting in Canada
- 2001 - Thing for You
- 2001 - Never Mind
- 2003 - Love Is the Only Soldier
- 2004 - If You Loved Me
- 2005 - Where No One Knows Me
- 2005 - Willing to Fall Down
- 2005 - Calling God
- 2007 - Bring the Boys Home
- 2007 - At Seventeen
- 2007 - California Dreamin'
- 2007 - Son of a Preacher Man
- 2008 - Angels in the Wings (feat. Olivia Newton-John)
- 2009 - A Million Miles Away
- 2010 - Free
- 2010 - I Can't Make You Stay